# George Edward Briggs
George Edward Briggs (25 juin 1893 - 7 février 1985) est professeur de botanique à l'Université de Cambridge.

## Biographie
Il est né à Grimsby, Lincolnshire, fils de Walker Thomas et Susan (née Townend) Briggs.
Il est élu membre de la Royal Society en 1935. Il publie plusieurs articles scientifiques importants sur les enzymes,. Une partie de ses travaux sur les enzymes est réalisée avec John Burdon Sanderson Haldane et conduit à la dérivation de la loi de cinétique enzymatique de Victor Henri et de la cinétique de Michaelis-Menten via l'approximation de l'état d'équilibre. Cette dérivation reste couramment utilisée aujourd'hui car elle permet de mieux comprendre le système, bien qu'elle conserve la forme algébrique des équations de Michaelis-Menten,. Il a notamment publié Movement of Water in Plants.